# عبد الله المعروفي
عبد الله بن عمر بن بشیر المعروفي (من مواليد 1967) هو عالم مسلم هندي ومفتي وكاتب متخصص في دراسات الحديث. يعمل منذ عام 2001م مدرسًا في قسم تخصص الحديث بدار العلوم ديوبند ويشغل حاليًا منصب المشرف على القسم.

## ولادته ونشأته
ولد عبد الله بن عمر بن بشیر المعروفي عام 1967 (1386 هـ) في بوره معروف، منطقة أعظم كره (منطقة ماو الآن) في ولاية أتر برديش. كان عمه زين العابدين أعظمي مشرفا سابقا على قسم الحديث في مدرسة مظاهر علوم، سهارنبور.
تلقى مبادئ العلم في مدرسة إشاعة العلوم بوره معروف. بعد ذلك واصل دراسته في اللغة العربية من الصف الأول إلى الصف الرابع تحت إشراف زين العابدين الأعظمي في مدرسة الإصلاح بسراي مير، أعظم كره، بين عامي 1978 (1398 هـ) و1982 (1402 هـ).
وفي عام 1982 (1402هـ) التحق بدار العلوم ديوبند وتم قبوله في الصف الخامس العربي، وتخرج فيها عام 1986 (1406هـ). وفي عام 1987 حاز على شهادة الإفتاء من دار العلوم بديوبند.
قرأ كتب الأحاديث على أيدي نصير أحمد خان البلندشه‍ري، وعبد الحق الأعظمي، ونعمة الله الأعظمي، وقمر الدين أحمد الغورخفوري، وسعيد أحمد البالنبوري، وأرشد المدني، ومعراج الحق الديوبندي، ومحمد حسين البيهاري، والزبير أحمد الديوبندي، وعبد الخالق المدراسي، ورياست علي ظفر البجنوري.
حصل على الإجازة في الحديث عن عاشق إلهي البرني، محمد يونس الجونفوري، وزين العابدين الأعظمي، وأحمد حسن التونكي.

## حياته العلمية
بعد تخرجه عام 1407هـ، تم تعيينه مدرسًا بمدرسة مطلع العلوم بمدينة رامبور، أتر برديش. بين عامي 1988 (1408هـ) و1996 (1416هـ)، عمل كمدرس في الجامعة الإسلامية ريوري تالاب، بنارس (فارانسي)، لمدة ثماني سنوات تقريبًا.
في عام 1416هـ (1996م) تم تعيينه مدرسًا في قسم الحديث بمدرسة مظاهر علوم، سهارنبور على مشورة محمد سلمان المظاهري. واشتغل هذا المنصب لمدة خمس سنوات تقريباً حتى عام 1421هـ (2001م).
يعمل منذ عام 1421هـ (2001م) مدرسًا في قسم الحديث بدار العلوم ديوبند. قام بتدريس كتاب مقدمة ابن الصلاح لما يقرب من عشرين عامًا. ويعمل حاليا كمشرف و أستاذ في القسم.
منذ عام 1440هـ (2019م)، ;وهو يعمل أيضًا مدرسا لدراسات الحديث في منهج الدرس النظامي في دار العلوم ديوبند.
بايع عبد الجبار الأعظمي (المتوفى: 1989م) سنة 1407هـ (1987م). وبعد وفاته بايع على يد زين العابدين الأعظمي سنة 1411هـ. لكنه خضع فيما بعد للتربية والإصلاح على يد محمد طلحة بن محمد زكريا الكاندهلوي، وأجازه في الإرشاد والسلوك في التصوف في 29 رمضان 1423هـ (5 ديسمبر 2002م).

## مؤلفاته وآثاره

### أعمال الأكاديمية وبحثية أشرف عليها[1][8][11]
- الحديث الحسن في جامع الترمذي: دراسة وتطبيق (في مجلد واحد؛ 1425هـ)
- حديث غريب في جامع الترمذي: دراسة وتطبيق (في مجلدين؛ 1427هـ)
- حسن صحيح في جامع الترمذي: دراسة وتطبيق (في ثلاثة مجلدات، 1429هـ)

### مؤلفاته[1]
- العرف الذكي في شرح جامع الترمذي (شرح عربي لسنن الترمذي في خمسة مجلدات، والمجلدات الستة عشر المتبقية منها تحت النشر.)
- تهذيب الدر المنضد في شرح الأدب المفرد (شرح عربي للأدب المفرد للبخاري في أربعة مجلدات)
- مقدمة الدر المنضد
- حديث اور فهم حديث (كتاب في دراية الحديث بالأردية)[12][13]
- العرف الفيَّاح في شرح مقدمة ابن الصلاح (دروسه في مقدمة ابن الصلاح جمعها مشاهد الإسلام الأمروهي)
- جواب الرسالة (وقد قدم فيه عرضاً مفصلاً لنقد ومراجعة الشيخ محمد عوامة على المنهج المعتدل في حكم الأحاديث الموصوفة في كتابه مقدمة الدر المنضد.)
- غيرمقلديت: أسباب و تدارك (عدم التقليد: أسبابه و تدراكه)
- فضائل اعمال پر اعتراضات: ایک اصولی جائزہ (اعتراضات على كتاب "فضائل الأعمال": مراجعة مبدئية؛ باللغة الأردية وترجِم إلى العربية والإنجليزية والبنغالية).[14][15]
- حقيقة الزیادۃ على القرآن بخبر الواحد و استعراض علمي لإيرادات ابن القيم على الحنفية بناءً على هذا الأصل (هذّبه المعروفي)[8]